# Garita

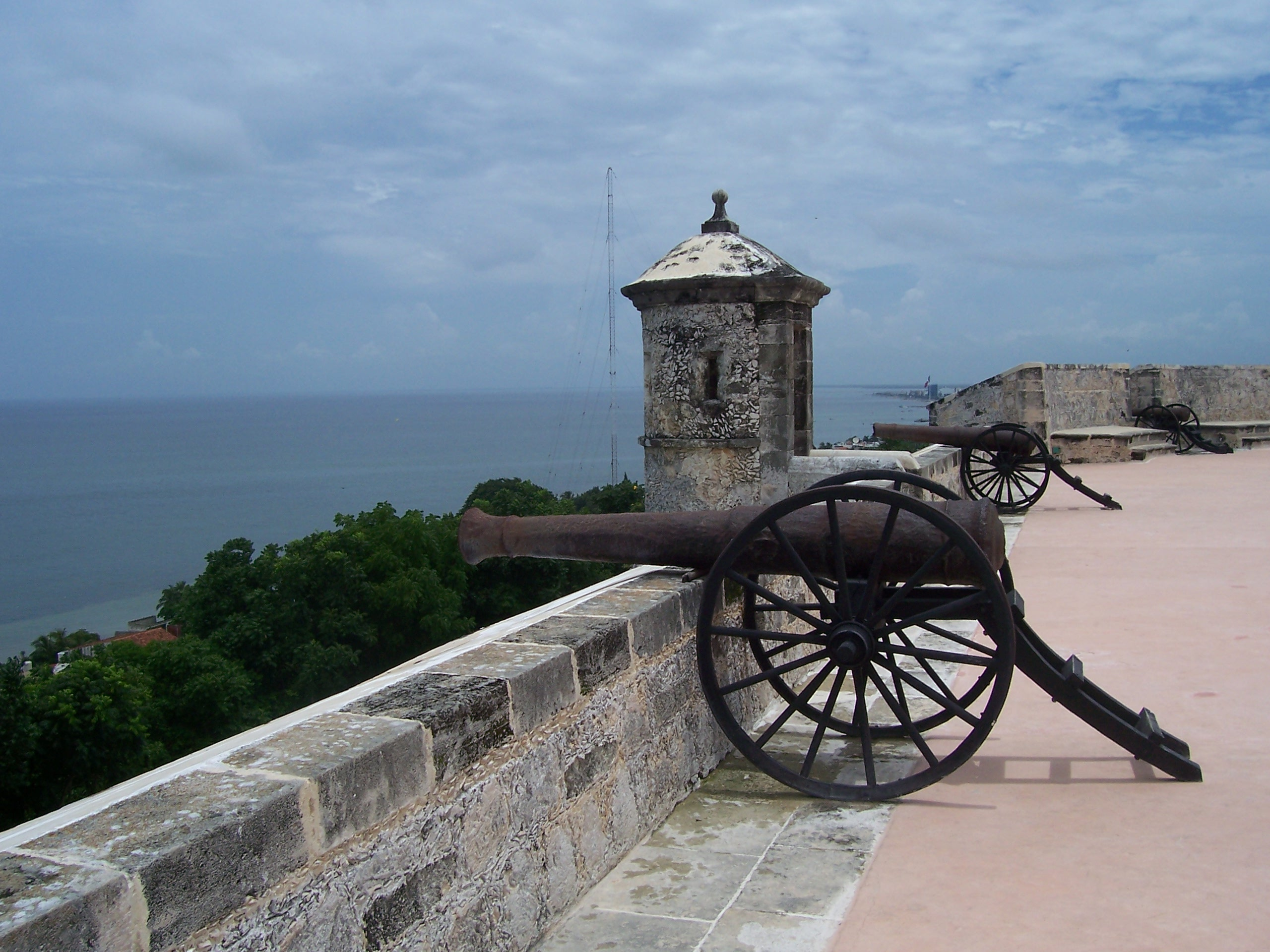
Garita en el Fuerte de San Miguel, Ciudad de Campeche, México.

Una garita, en arquitectura militar, consiste en una torre hueca pequeña con troneras o saeteras, generalmente levantada en el ángulo más saliente del baluarte de una fortaleza, que sirve de abrigo y protección a los centinelas que resguardan el recinto.
Había garitas en las fortificaciones europeas de la Edad Media. Es de creer que las primeras garitas eran de madera,[cita requerida] como los matacanes, y que se colocaban en tiempos de guerra.
En la actualidad con el mismo término se conoce a las entradas de cruce fronterizo internacionales, como la Garita de San Ysidro entre Tijuana (México) y San Diego (Estados Unidos).

## Galería

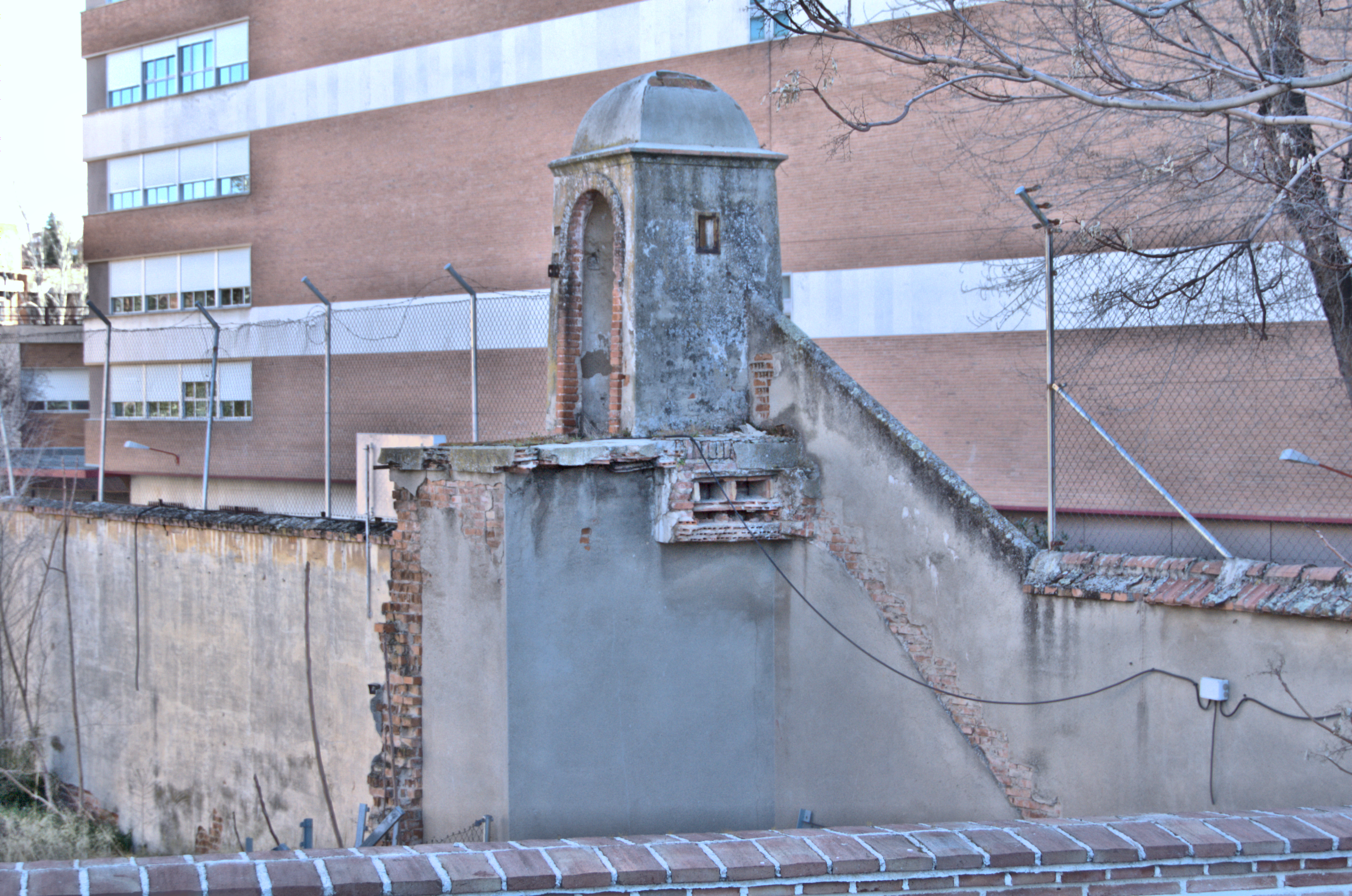
Colegio de San Basilio Magno (Alcalá de Henares)
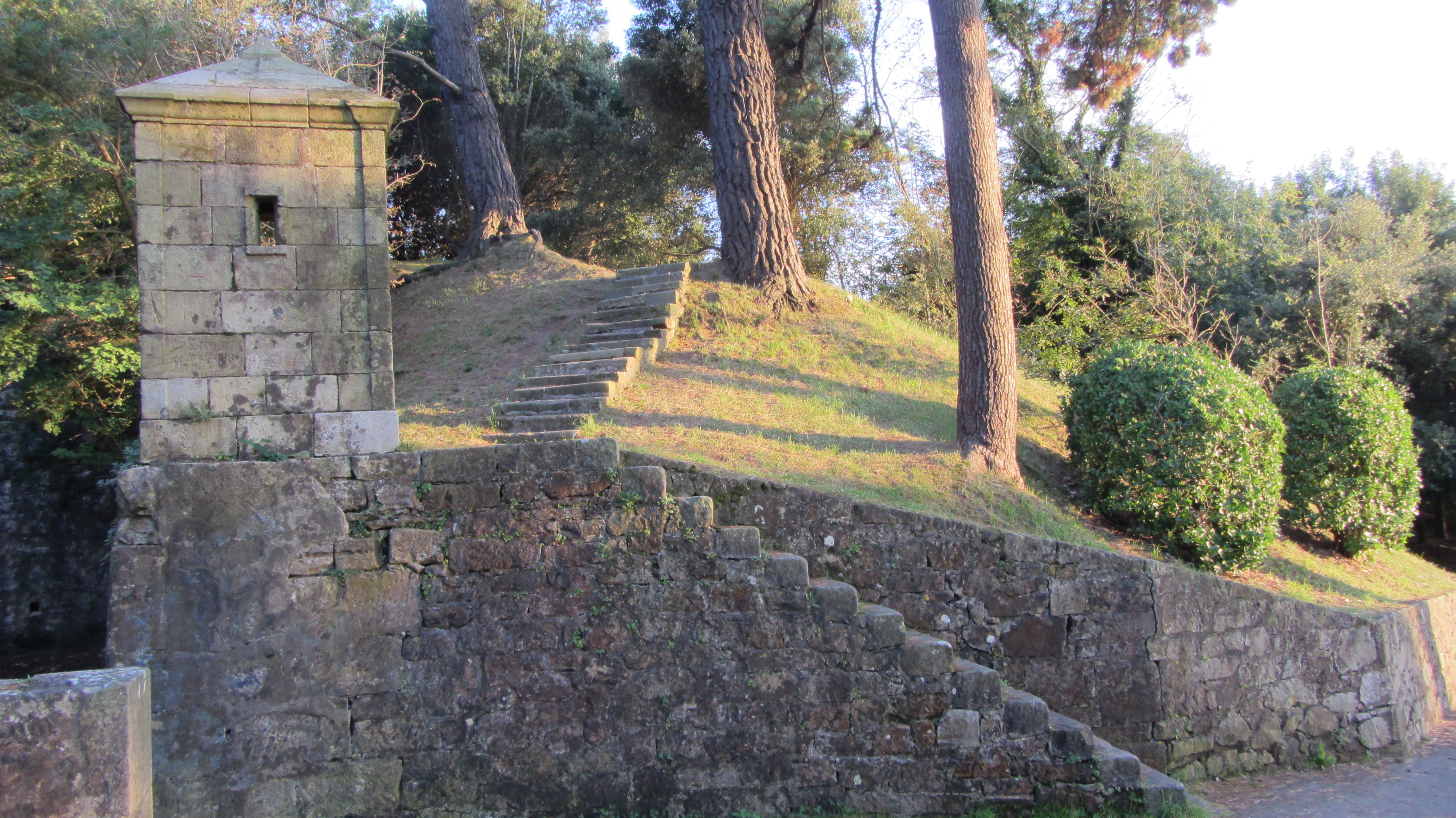
Castillo de la Mota (San Sebastián)
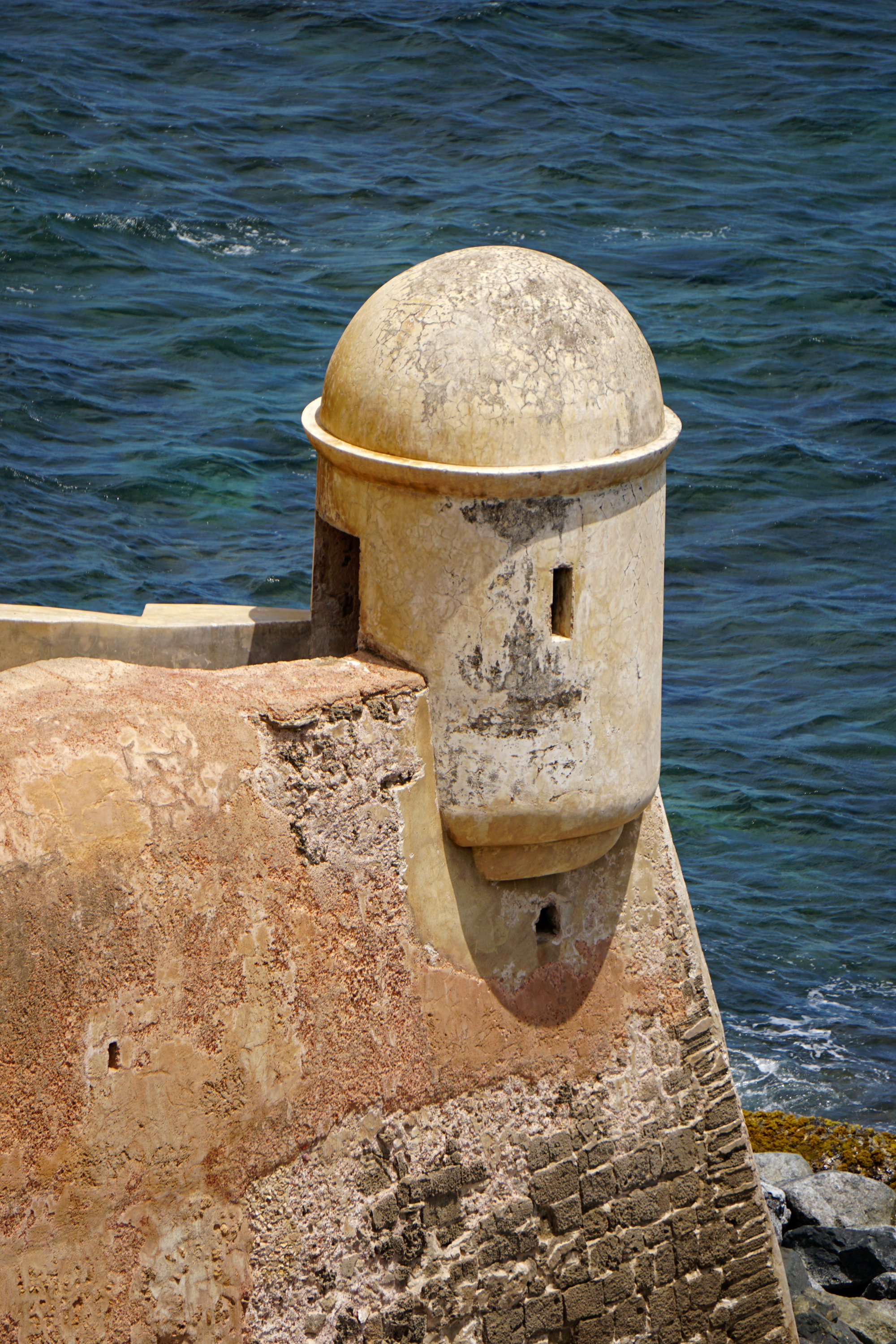
Garita del Diablo, Castillo San Cristóbal, Viejo San Juan
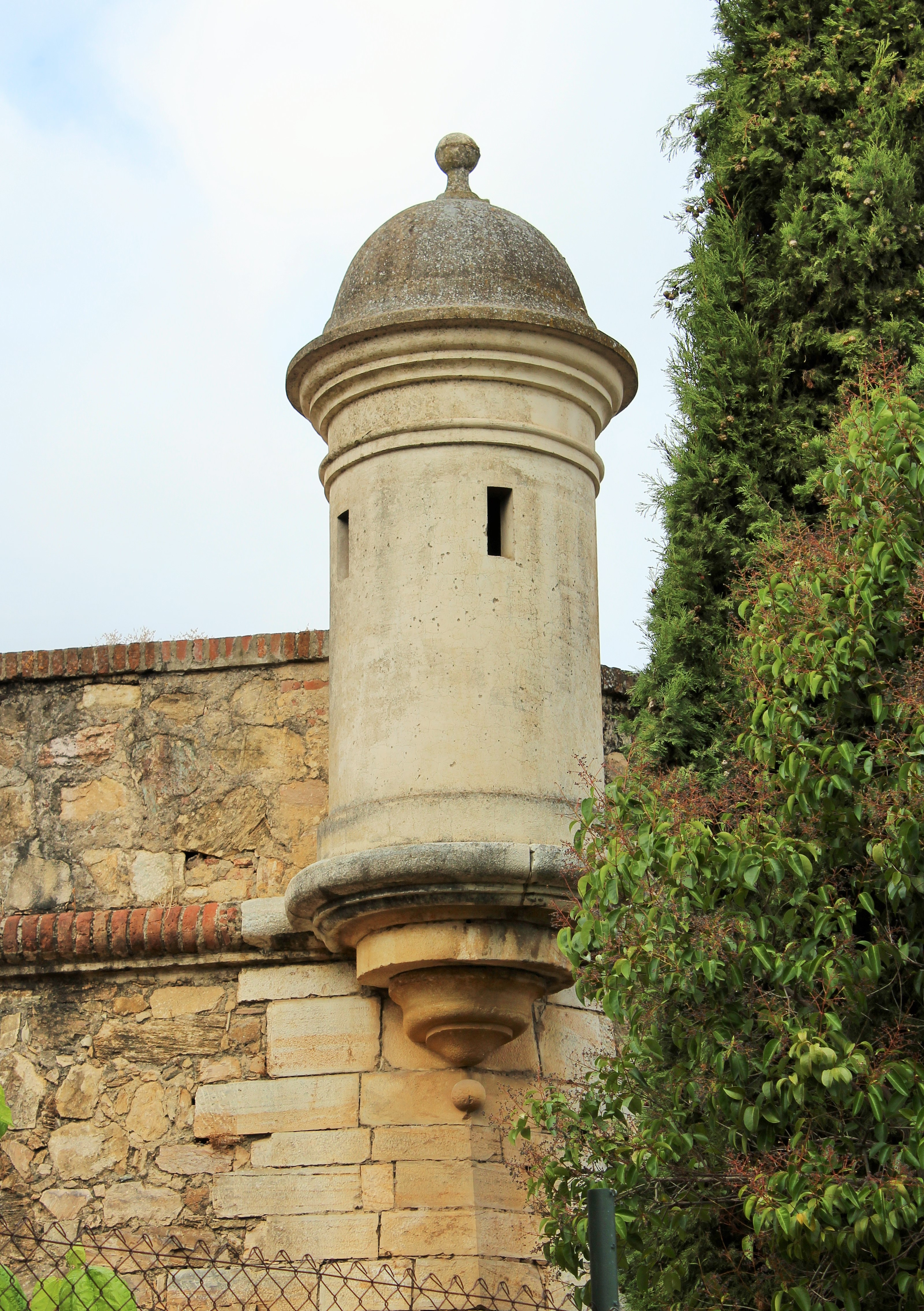
Garita del baluarte de San Roque, Badajoz
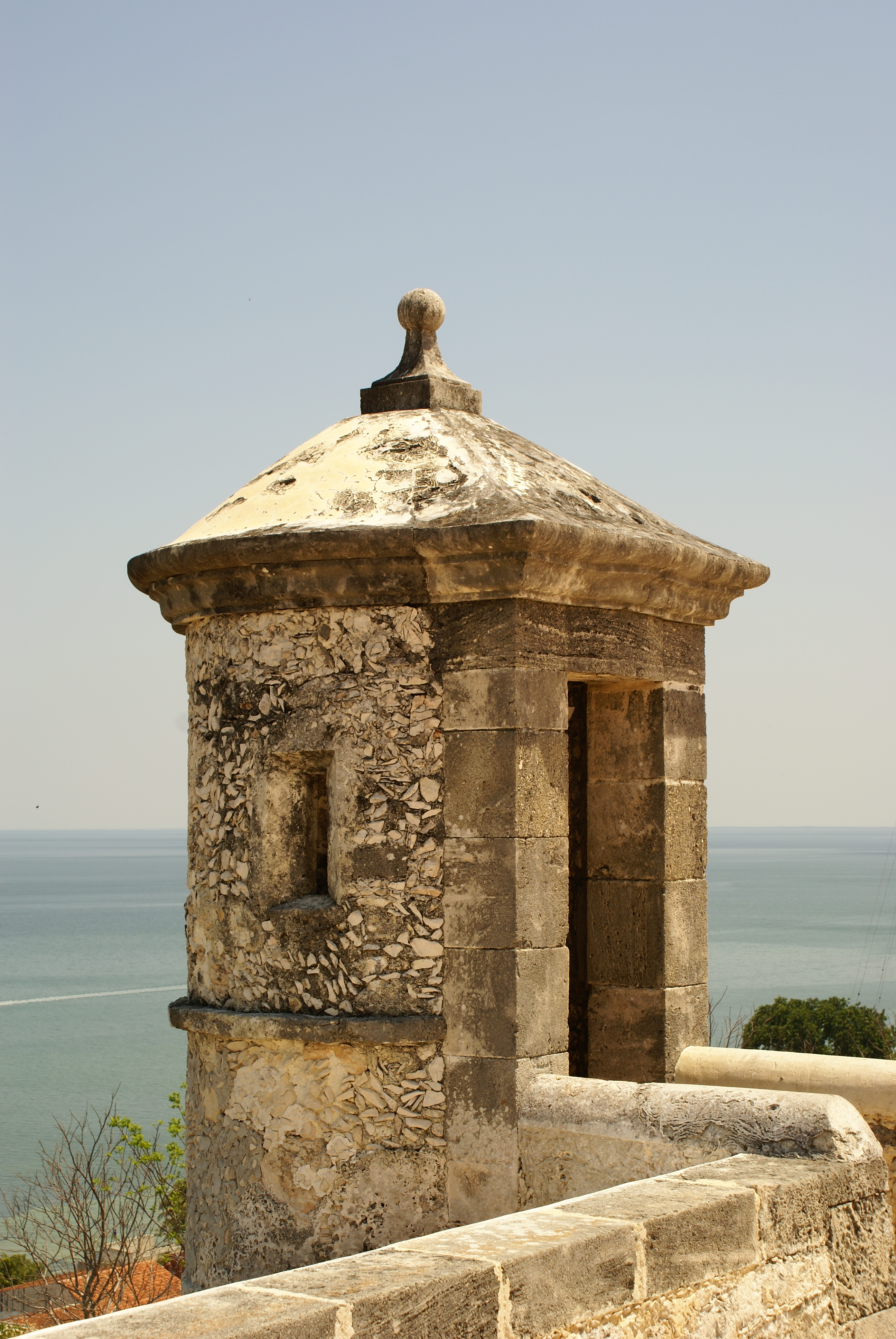
Garita en el baluarte de San Miguel, en Campeche